# رالف غراسي
رالف غراسي (بالبرتغالية: Ralph Gracie‏) هو فنان قتال مختلط برازيلي، ولد في 25 مايو 1971 في ريو دي جانيرو في البرازيل.

## وصلات خارجية
- رالف غراسي على موقع شيردوغ (الإنجليزية)
- رالف غراسي على موقع IMDb (الإنجليزية)